# Primorski Dolac
Primorski Dolac je vesnice a správní středisko stejnojmenné opčiny v Chorvatsku ve Splitsko-dalmatské župě. Nachází se asi 23 km severozápadně od Trogiru a asi 41 km severozápadně od Splitu. V roce 2011 zde žilo 770 obyvatel. Opčina zahrnuje pouze jediné sídlo (Primorski Dolac), a je jednou z nejmenších chorvatských opčin.
Blízko vesnice prochází dálnice A1. Sídlo se skládá z mnoha malých nesamostatných vesniček, jako jsou Akažići, Bakovići, Balovi, Barići, Donji Dolac, Dračari, Franići, Gornji Dolac, Kalpići, Markovine, Stojaci, Sučevići, Šantići, Šimci, Šustići a Žunići.